# Лорвілл (Айова)
Лорвілл (англ. Lohrville) — місто (англ. city) в США, в окрузі Калгун штату Айова. Населення — 381 особа (2020).

## Географія
Лорвілл розташований за координатами 42°16′2″ пн. ш. 94°33′6″ зх. д. / 42.26722° пн. ш. 94.55167° зх. д. (42.267172, -94.551598).  За даними Бюро перепису населення США в 2010 році місто мало площу 5,55 км², уся площа — суходіл.

## Демографія
Згідно з переписом 2010 року, у місті мешкало 368 осіб у 167 домогосподарствах у складі 95 родин. Густота населення становила 66 осіб/км².  Було 194 помешкання (35/км²).
Расовий склад населення:
| - 97,6 % — білих - 0,5 % — корінних американців |

До двох чи більше рас належало 1,1 %. Частка іспаномовних становила 1,4 % від усіх жителів.
За віковим діапазоном населення розподілялося таким чином: 24,5 % — особи молодші 18 років, 57,3 % — особи у віці 18—64 років, 18,2 % — особи у віці 65 років та старші. Медіана віку мешканця становила 40,3 року. На 100 осіб жіночої статі у місті припадало 101,1 чоловіків;  на 100 жінок у віці від 18 років та старших — 97,2 чоловіків також старших 18 років.
Середній дохід на одне домашнє господарство  становив 55 017 доларів США (медіана — 46 375), а середній дохід на одну сім'ю — 64 132 долари (медіана — 56 250). За межею бідності перебувало 14,2 % осіб, у тому числі 26,7 % дітей у віці до 18 років та 9,7 % осіб у віці 65 років та старших.
Цивільне працевлаштоване населення становило 171 осіб. Основні галузі зайнятості: освіта, охорона здоров'я та соціальна допомога — 28,7 %, виробництво — 14,0 %, оптова торгівля — 12,9 %.